# Джейн Гэйл
Джейн Гэйл (урождённая Этель С. Маги, англ. Ethel S. Magee; 16 августа 1890, Салем, Нью-Йорк — 30 января 1963) — одна из первых американский актрис немого кино и театра. Наиболее известны её роли в немых фильмах «Торговля душами» (1913), «Доктор Джекилл и мистер Хайд», где она исполнила роль невесты доктора Джекила, которого сыграл Кинг Баггот. Она также появилась в фильме «Джекил и Хайд», вышедшем в 1912 году, но во второстепенной роли.
Снявшись с 1912 по 1920 год в 19 фильмах, Гэйл начала свою актёрскую карьеру на Бродвее, появившись в двух постановках «The Rack» и «The City». Ей было всего 30 лет, когда она снялась в своём последнем фильме «Горький плод» (1920). Она никогда не появлялась на киноэкране после этого. Гэйл скончалась в Санкт-Петербурге, штат Флорида 30 января 1963 года в возрасте 72 лет.

## Избранная фильмография
- 1913 — Торговля душами
- 1913 — Доктор Джекилл и мистер Хайд
- 1916 — 20 000 льё под водой